# Annona hypoglauca
Annona hypoglauca Mart. – gatunek rośliny z rodziny flaszowcowatych (Annonaceae Juss.). Występuje naturalnie w Kolumbii, Wenezueli, Gujanie, Surinamie, Gujanie Francuskiej, Ekwadorze, Peru, Boliwii oraz Brazylii (w stanach Acre, Amazonas, Pará, Rondônia, Roraima, Maranhão i Mato Grosso). 

## Morfologia
PokrójZimozielone drzewo lub krzew dorastające do 4–10 m wysokości.
LiścieMają kształt od podłużnie eliptycznego do owalnego. Nasada liścia jest ostrokątna lub zaokrąglona. Wierzchołek jest ostry lub krótko spiczasty.
OwoceTworzą owoc zbiorowy. Mają elipsoidalny kształt. Są omszone i mają areole. Osiągają 5 cm długości oraz 2,5 cm średnicy. Mają brązową barwę.

## Biologia i ekologia
Rośnie w podtopionych lasach. Występuje na terenach nizinnych.